# Seznam tepelných elektráren v Česku
V tomto seznamu jsou uvedeny tepelné elektrárny v Česku. Zahrnuty jsou všechny spalovací elektrárny s instalovaným výkonem vyšším než 100 MW (seznam neobsahuje jaderné elektrárny, které jsou v principu také tepelnými elektrárnami, avšak v jejich případě je primárním zdrojem energie jaderné palivo). Celkový instalovaný výkon tepelných elektráren v České republice v roce 2010 přesáhl 11 793 MW a v tomto roce tepelné elektrárny vyrobily 53 580 GWh elektrické energie. Seznam tak obsahuje tepelné elektrárny představující 80 % instalovaného výkonu v České republice.

## Seznam tepelných elektráren v Česku
| Elektrárna               | Lokalita        | Zkratka ENTSO-E | Celkový instalovaný výkon [MW] | Počet bloků | Roční výroba elektřiny brutto v roce 2010 (GWh) | Rok uvedení do provozu | Palivo                                      | Provozovatel                                |
| ------------------------ | --------------- | --------------- | ------------------------------ | ----------- | ----------------------------------------------- | ---------------------- | ------------------------------------------- | ------------------------------------------- |
| Počerady I               | Počerady        | EPC1            | 1050                           | 5           | 7 019                                           | 1970–1977              | hnědé uhlí                                  | Elektrárna Počerady, a.s. (Sev.en)          |
| Počerady II              | Počerady        | EPC2            | 845                            | 3           |                                                 | 2015                   | zemní plyn                                  | ČEZ, a. s.                                  |
| Chvaletice               | Chvaletice      | ECHV            | 840                            | 4           | 3 171                                           | 1977–1978              | hnědé uhlí                                  | Elektrárna Chvaletice a.s. (Sev.en)         |
| Tušimice II              | Tušimice        | ETU2            | 800                            | 4           | 1 905                                           | 1974–1975              | hnědé uhlí                                  | ČEZ                                         |
| Prunéřov II              | Prunéřov        | EPR2            | 750                            | 3           | 6 363                                           | 1981–1982              | hnědé uhlí                                  | ČEZ                                         |
| Ledvice IV B6            | Ledvice         | ELED            | 660                            | 1           |                                                 | 2017                   | hnědé uhlí                                  | ČEZ                                         |
| Dětmarovice              | Dětmarovice     | EDET            | 600                            | 3           | 2 697                                           | 1975–1976              | černé uhlí                                  | ČEZ                                         |
| Kladno - Dubská          | Kladno          | EECK            | 473                            | 4           | 1 585                                           | 1976–2014              | černé uhlí, hnědé uhlí, biomasa, zemní plyn | Teplárna Kladno (Sev.en)                    |
| Opatovice                | Opatovice n. L. | EOPA            | 378                            | 6           | 2 023                                           | 1960                   | hnědé uhlí                                  | Elektrárny Opatovice, a.s.                  |
| PPC Vřesová              | Vřesová         | EPVR            | 400                            | 2           | 2 138                                           | 1996                   | energoplyn, zemní plyn                      | Sokolovská uhelná, právní nástupce          |
| Mělník I                 | Horní Počaply   | EME1            | 240                            | 4           | 1 439                                           | 1960–1961              | hnědé uhlí                                  | Energotrans (ČEZ)                           |
| Komořany                 | Komořany        | EKOM            | 239                            | 8           | 558                                             | 1951–1964              | hnědé uhlí, zemní plyn                      | United Energy                               |
| Mělník II                | Horní Počaply   | EME2            | 220                            | 2           | 1 350                                           | 1971                   | hnědé uhlí                                  | Energotrans (ČEZ)                           |
| Teplárna Vřesová         | Vřesová         | EVRE            | 239                            | 4           | 1 620                                           | 1967–1969              | hnědé uhlí, zemní plyn                      | Sokolovská uhelná, právní nástupce          |
| Tisová I                 | Tisová          | ETI1            | 184                            | 4           | 785                                             | 1959–1960              | hnědé uhlí, biomasa                         | Elektrárna Tisová, a.s. (Sokolovská uhelná) |
| Třebovice                | Ostrava         | ETBE            | 187                            | 2           | 910                                             | 1933                   | černé uhlí, zemní plyn                      | Veolia Energie ČR                           |
| Poříčí                   | Poříčí          | EPOR            | 165                            | 3           | 593                                             | 1957                   | hnědé uhlí, biomasa, černé uhlí             | ČEZ                                         |
| Plzeň                    | Plzeň           | ETPL            | 150                            | 3           | 656                                             | 1984–2008              | hnědé uhlí, zemní plyn, biomasa             | Plzeňská teplárenská                        |
| Praha - Malešice         | Malešice        |                 | 122                            | 4           | 158                                             | 1963–1971, 1998        | komunální odpad                             | Pražská teplárenská                         |
| Štětí                    | Štětí           |                 | 163                            | 3           | 602                                             | 1984–2008              | ??                                          | Mondi Štětí                                 |
| Litvínov T700            | Litvínov        |                 | 112                            | 5           | 814                                             | 1963–1995              | hnědé uhlí                                  | UNIPETROL RPA                               |
| Ledvice 3                | Ledvice         | ELED2           | 110                            | 1           | 651                                             | 1967                   | hnědé uhlí                                  | ČEZ                                         |
| Špičkový zdroj Prostějov | Prostějov       |                 | 108                            | 2           |                                                 |                        | zemní plyn                                  | Elektrárna Prostějov s.r.o. (Creditas)      |
| Hodonín                  | Hodonín         |                 | 107                            | 2           | 430                                             | 1951–1957              | hnědé uhlí, biomasa                         | ČEZ                                         |
| Tisová II                | Tisová          | ETI2            | 105                            | 1           | 756                                             | 1961                   | hnědé uhlí                                  | Elektrárna Tisová, a.s. (Sokolovská uhelná) |
| Celkem v tabulce         | 26              |                 | 9 481                          | 105         | 46 147                                          |                        |                                             |                                             |

## Galerie

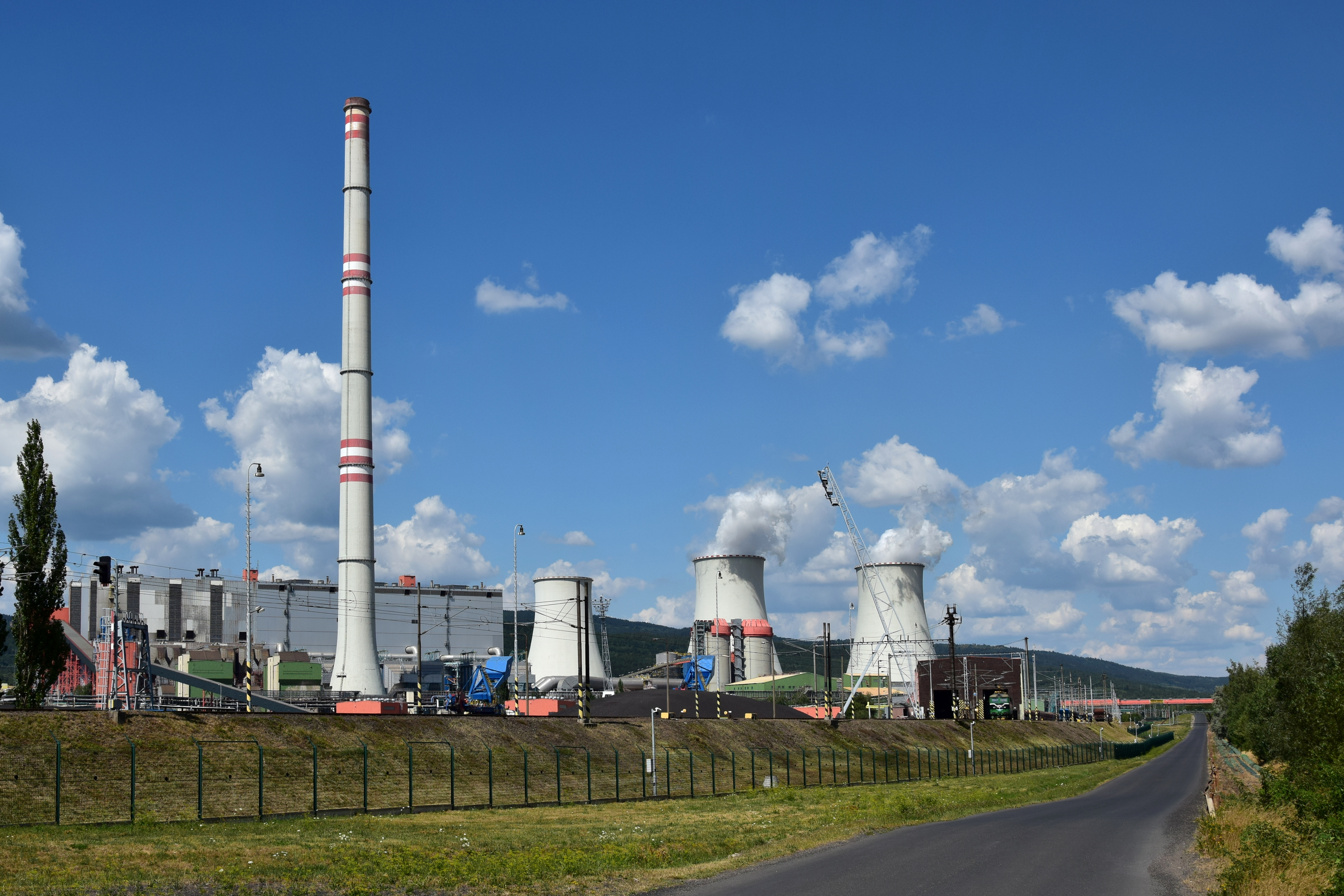
Elektrárna Prunéřov II
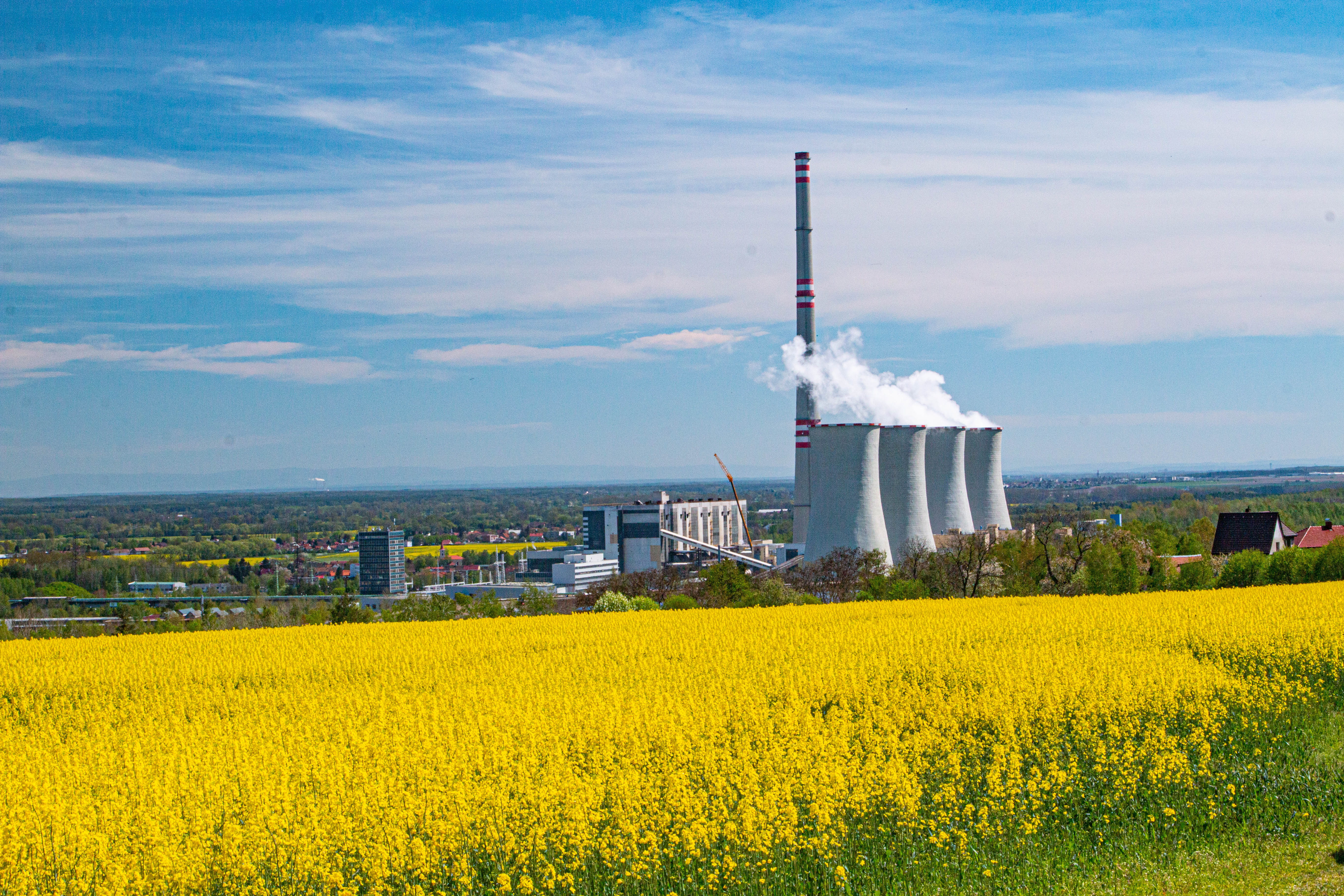
Elektrárna Chvaletice
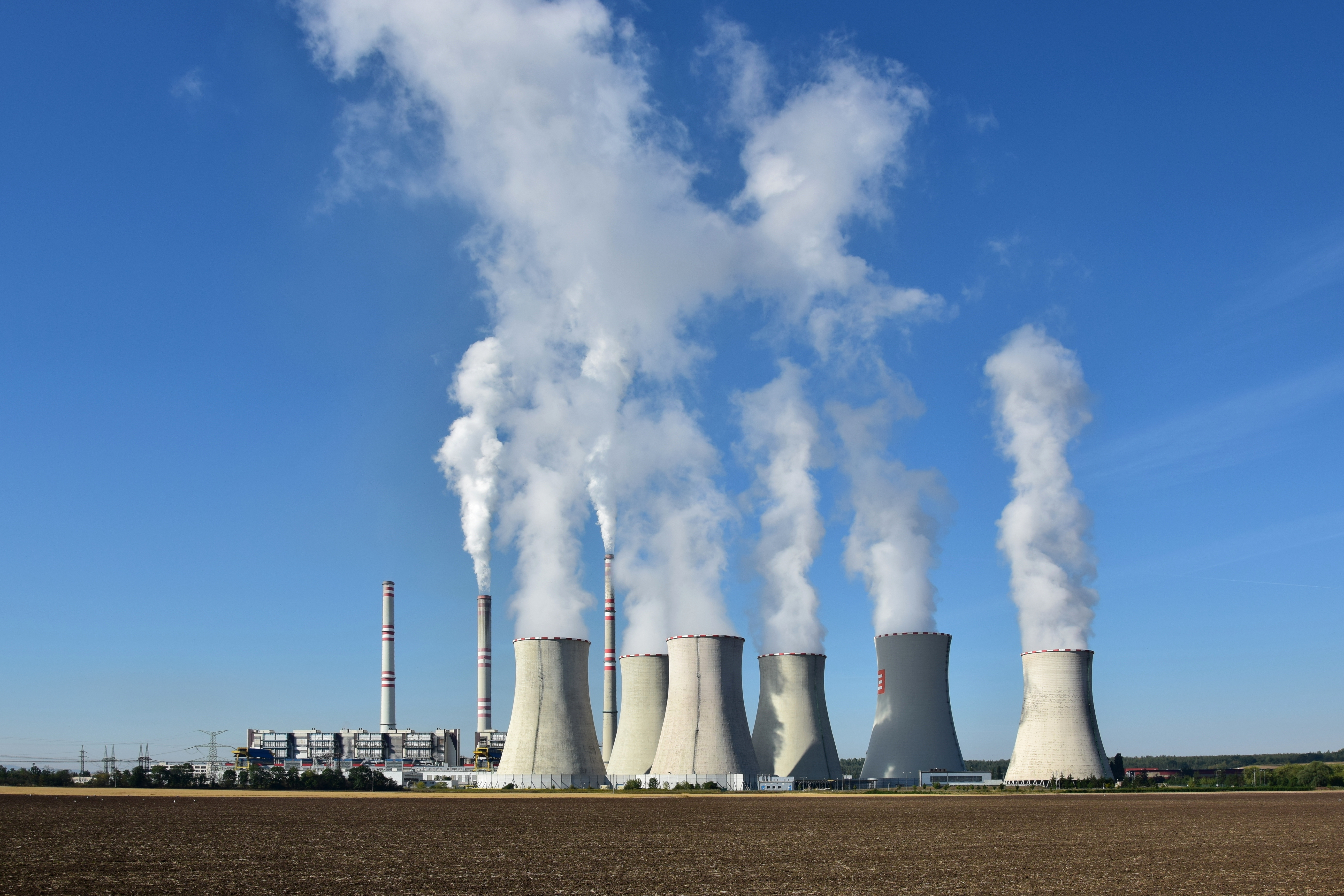
Elektrárna Počerady
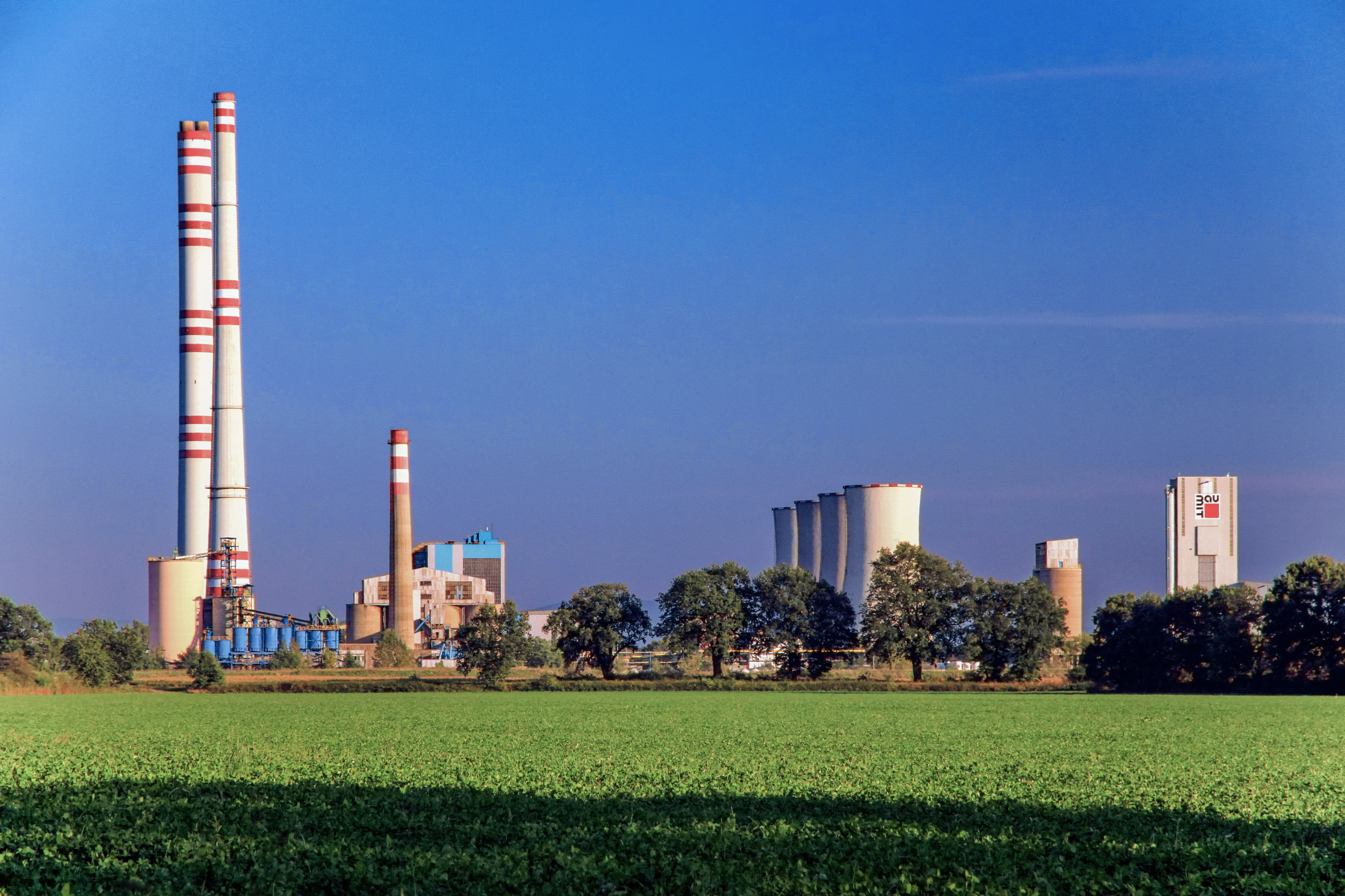
Elektrárna Dětmarovice
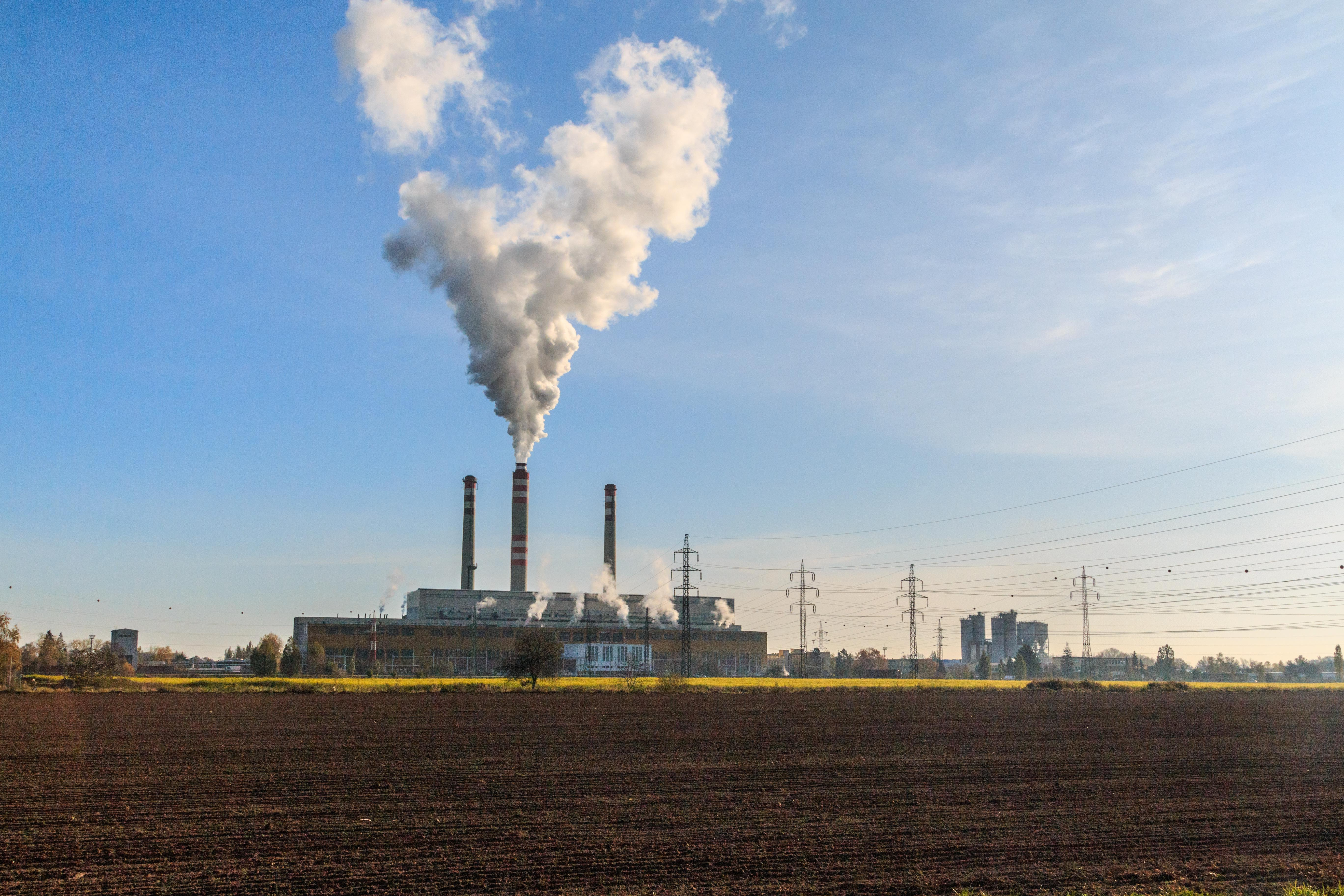
Elektrárna Opatovice
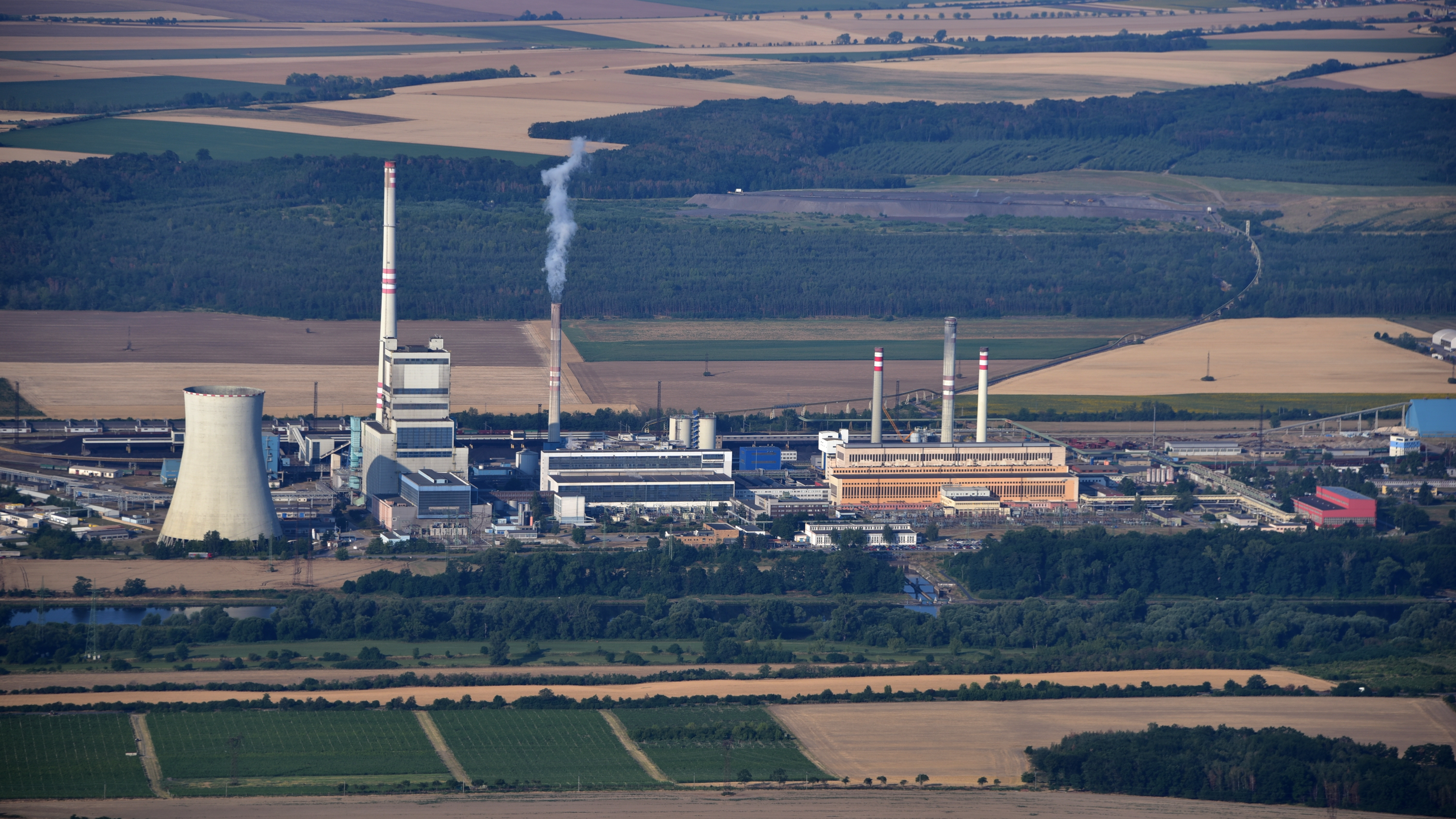
Elektrárna Mělník
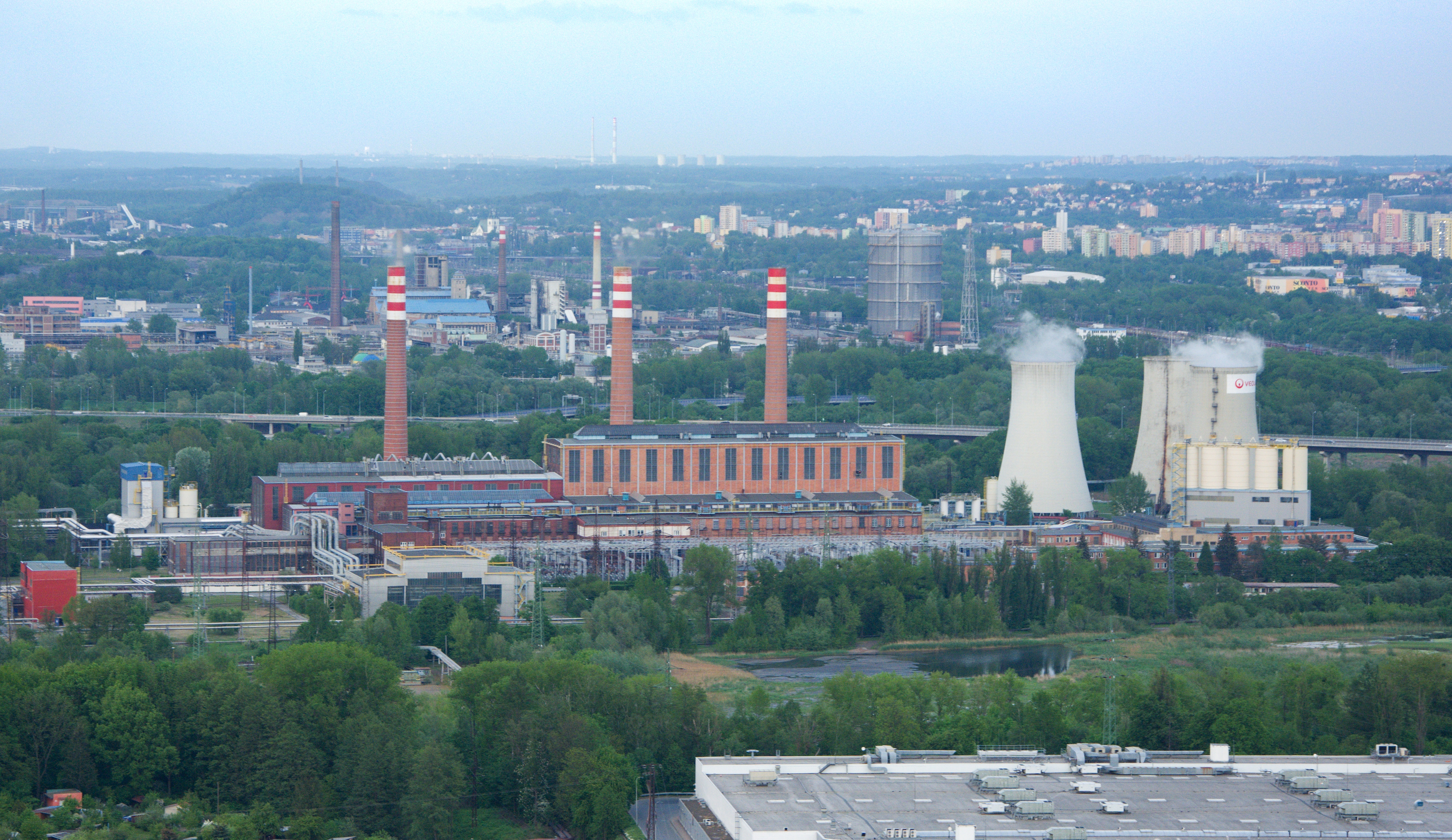
Elektrárna Třebovice
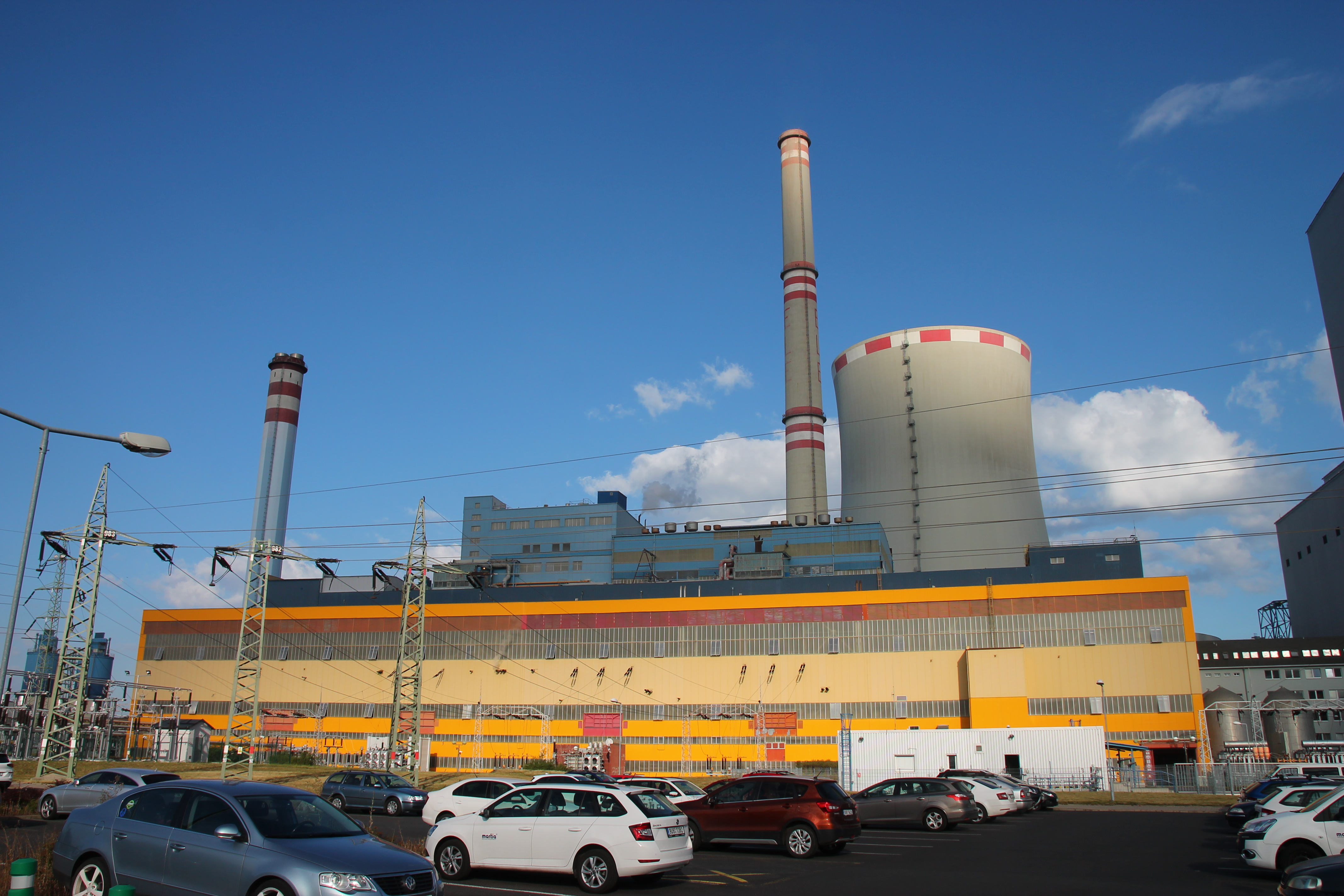
Elektrárna Ledvice
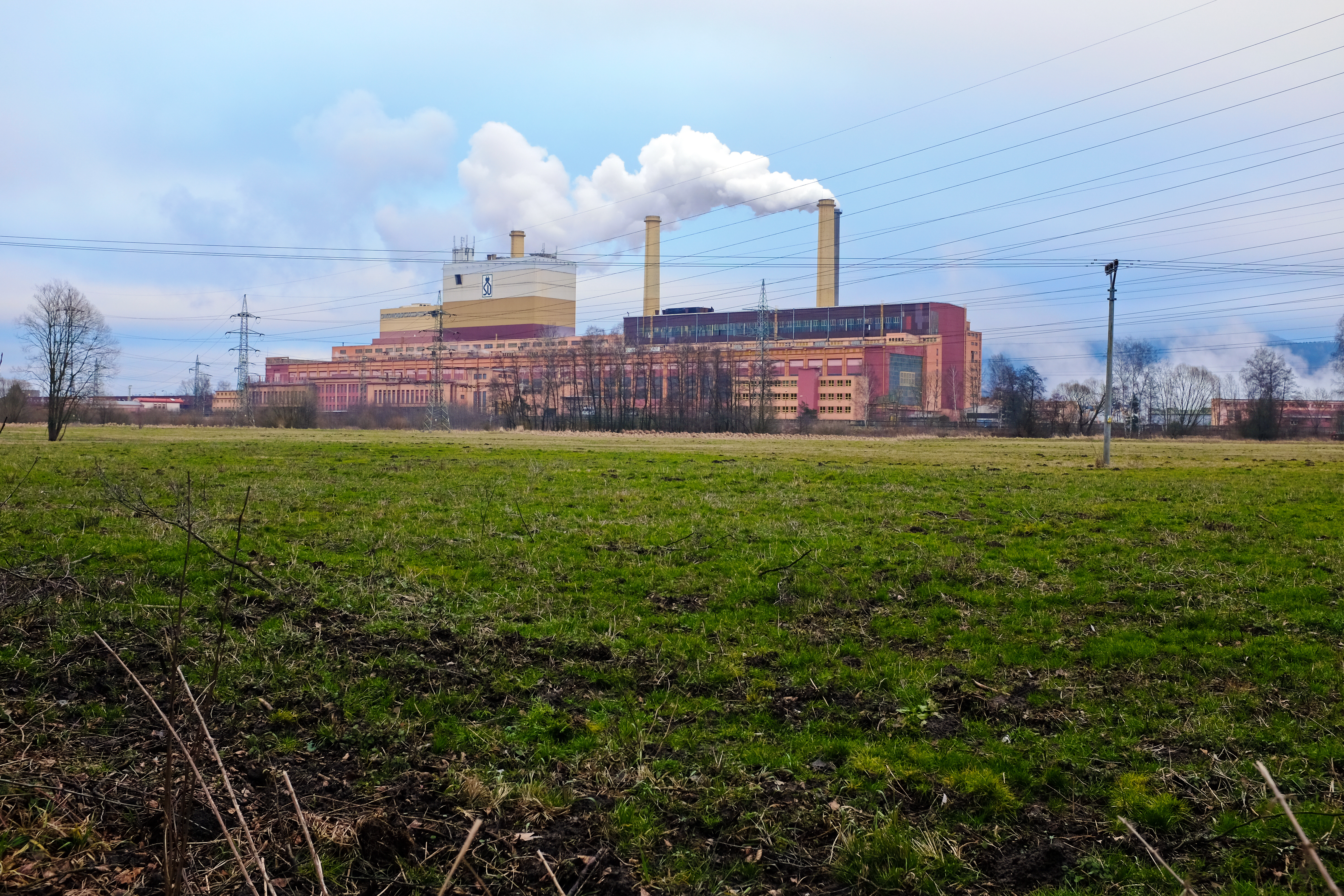
Elektrárna Tisová I

## Odstavené
V následujícím seznamu jsou uvedeny již odstavené elektrárny, které už v mnoha případech ani fyzicky neexistují.
| Elektrárna      | Lokalita      | Celkový instalovaný výkon [MW] | Počet bloků | Rok uvedení do provozu | Rok odstavení | Palivo                                         | Provozovatel |
| --------------- | ------------- | ------------------------------ | ----------- | ---------------------- | ------------- | ---------------------------------------------- | ------------ |
| Ostrava-Kunčice | Ostrava       | 875                            | 12          | 1957–2017              | 2024          | černé uhlí, vysokopecní plyn, koksárenský plyn | TAMEH Czech  |
| Tušimice I      | Tušimice      | 660                            | 6           | 1963–1964              | 1991–1998     | hnědé uhlí                                     |              |
| Prunéřov I      | Prunéřov      | 660                            | 6           | 1967–1968              | 2020          | hnědé uhlí                                     |              |
| Mělník III      | Horní Počaply | 500                            | 1           | 1981                   | 2021          | hnědé uhlí                                     |              |
| Ervěnice        | Most          | 230                            | 5           | 1923-1950              | 1980          | hnědé uhlí                                     |              |
| Ledvice 2       | Ledvice       | 220                            | 2           | 1967                   | 2015          | hnědé uhlí                                     | ČEZ          |
| Ledvice 1       | Ledvice       | 200                            | 1           | 1966–1968              | 1998          | hnědé uhlí                                     |              |
| Litvínov T200   | Litvínov      | 166                            | 8           | 1942–1955              | 2011          | hnědé uhlí                                     |              |
| Oslavany        | Oslavany      | 115                            | 4           | 1911–1964              | 1993          | černé uhlí                                     |              |
| Ledvice 4       | Ledvice       | 110                            | 1           | 1966–1968              | 1994          | hnědé uhlí                                     |              |
| Mydlovary       | Mydlovary     | >100                           |             | 1922                   | 1998          | lignit, hnědé uhlí                             |              |